# (8176) 1991 WA
(8176) 1991 WA est un astéroïde Apollon découvert en 1991.

## Description
(8176) 1991 WA a été découvert le 29 novembre 1991 à l'observatoire de Siding Spring, situé près de Coonabarabran, en Nouvelle-Galles du Sud, en Australie, par Robert H. McNaught.

### Caractéristiques orbitales
L'orbite de cet astéroïde est caractérisée par un demi-grand axe de 1,57 UA, un périhélie de 0,56 UA, une excentricité de 0,64 et une inclinaison de 39,60° par rapport à l'écliptique. Du fait de ces caractéristiques, à savoir un demi-grand axe supérieur à 1 UA et un périhélie inférieur à 1,017 UA, il est classé comme astéroïde Apollon.

### Caractéristiques physiques
(8176) 1991 WA a une magnitude absolue (H) de 16,9 et un albédo estimé à 0,037.